# Anie Alerte
Anie Alerte, dit Anie Alerte Joseph, née le 6 juin 1992 au cap-haitien, est une chanteuse et compositrice haïtienne. 

## Biographie
Anie Alerte est née au Cap Haïtien, le 6 juin 1992. Elle commence à chanter très tot, des l'age de six ans. Sa popularité a été boosté grâce à sa participation en 2008 au concours "Digicel Stars" d'où elle a remporté la deuxième place. elle a également participe et gagne d'autres concours, tels que: "Podium écoliers" en Haiti, 2009 et Defi lycéens" en Guadeloupe en 2010. elle est la première fille de sa famille. À travers ses écrits, plus précisément sa chanson " Mal", elle dénonce le sexisme, le harcèlement, les attaques et les intimidations.

### Carrière musicale
Anie Alerte a débuté à l’âge de six ans à l’église. Elle a remporté son premier concours de chant à 11 ans. Dès ses 14 ans, elle a été sur scène en interpretant "Yo de Tambou Combo". En 2008, elle a été sacrée vice-championne au concours National Digicel Stars. En 2009, elle a été sacrée lauréate “Podium Écoliers”. C’est aussi la lauréate 2009 du défi lycéen des Caraïbes organisé en Guadeloupe. En 2011, elle a participé au projet « Haïti cœur de femme » de Yole Dérose. Deux ans plus tard, elle a participé à l’album « Vwalye». Alerte a travaillé avec des musiciens et artistes professionnels dont Fabrice Rouzier, Nicky Christ, Emmeline Michel et James Germain.
Elle a officiellement commencé sa carrière de chanteuse en 2016. Son premier  album single « Come Back » est apparu en septembre 2021. Elle a gagné en notoriété grâce à sa musique "Kite Yo" de 2022 qui a plus de 15 millions de vues sur YouTube.

### Artiste engagé
Après le séisme du 14 août 2021, elle a apporté son aide à la population haitienne victimes et elle a été figurée parmi les personnalités qui ont marqué l'année 2021 selon Loop. Elle a supporté et encouragé la construction du canal à Ouanaminthe.

### Discographie
- Come back : 2021
- Mal : 2023
- Cerf-Volant yo :  2022
- Pi bon zanmi mw
- Revenir :2022
- Kite yo: 2022
- Ou pat janm renmen m